# 離合器

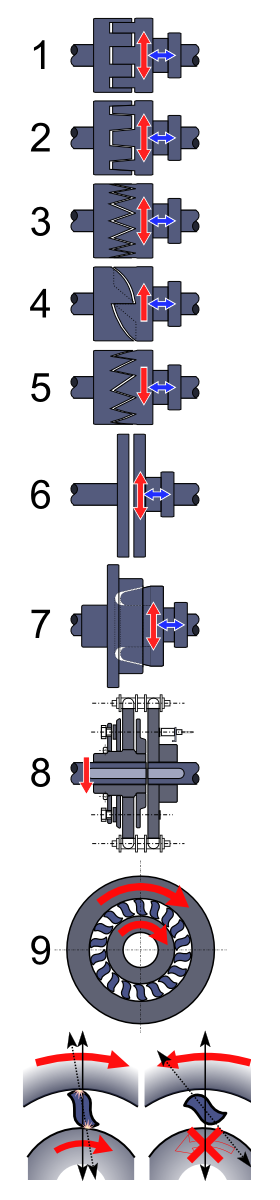
各種離合器

離合器（英語：clutch）是把汽車或其他動力機械的引擎動力以開關的方式傳遞至車軸上的装置。香港俗稱極力子，乃從英語clutch而來；臺灣則俗稱離仔或克拉幾（原自日語）。

## 原理
當腳放開離合器踏板時，飛輪內的壓板利用彈簧的力量，緊緊壓住摩擦盘，使兩者不會滑動，引擎的動力因而可以透過此一結構，傳遞至變速箱，完成動力傳動的工作。
而當踩下踏板時，結構將向彈簧加壓，使彈簧的週邊翹起，壓板便與摩擦板脫離。此時摩擦板與飛輪之間已無法連動，即使引擎持續運轉，動力仍不會傳遞至變速箱及車輪，駕駛者便可以換檔及停車，而不會使引擎熄火。

## 種類

### 錐形離合器

錐形離合器概念圖
1.錐：錐孔（綠色部分）、錐塞（藍色部分）
2.軸：讓錐塞能夠在上面滑動
3.摩擦材質：通常會附在錐孔上，此處在錐塞上
4.彈簧：離合器控制完後彈回錐塞的零件
5.離合器控制：用壓的把兩錐體分離
6.旋轉方向：可進行順時針及逆時針旋轉

「錐形離合器」是離合器一種，作用與「圓盤離合器」相同，是以構件的形狀區分命名。圓錐離合器是以圓錐代替圓盤，當兩個錐面通過摩擦来傳遞扭矩。由於楔作用和作用面積增大的原因，圓錐離合器傳遞的扭矩比圓盤離合器更大。
錐形離合器有錐形摩擦面，這個錐體意味著一個驅動器的移動量，會以比圓盤離合器更慢的速度與表面接合，此外，驅動力量會在接合的表面上施予更多的壓力。常見的例子有手排變速箱的同步齒環，同步齒環負責同步移動軸心和齒輪的速度，以及確保能平穩的變速。

## 汽車

### 內燃機車
由于多冲程的特性，汽 / 柴油引擎只有在运转起来后才能输出动力。但其一引擎的转速有限、其二停车意味着引擎不输出动力——停转熄火，因此必須在引擎對外連動之處加入一組機構，以視需求中斷動力的傳遞，以在引擎持續運轉的情形之下，達成讓車輛靜止或是進行換檔的動作。這組機構便是動力接續裝置。
汽车用离合器的基本功能
1. 在汽车起步时，通过离合器主、从部分之间的滑磨、转速的逐渐接近，确保汽车起步平稳。
2. 当变速器换挡时，通过离合器主、从部分的迅速分离来切断动力的传递，以减轻齿轮轮齿间的冲击，保证换挡时工作平顺。
3. 当传给离合器的转矩超过其所能传递的最大转矩时，其主、从部分之间将产生滑磨，防止传动系统过载。

控制方式
汽車上離合器的控制方式主要有兩種：自動變速和手動變速。
裝載自動變速器的汽車的離合器由車載電腦進行控制，而裝載手動變速器的汽車的離合器由除去油門刹車之外的第三個操作踏板進行控制

### 電動車
純電動車不需要離合器及變速器。因為馬達可以透過電力電子控制轉速及扭力。停車則只需切斷電力供應。
混合動力車輛可以沒有離合器，這時候引擎只用作發電（當電池沒有電）。以燃油為主的混合動力車輛則需要離合器。

## 近來發展
離合器這組機構被裝置在引擎與手動變速器之間，負責將引擎的動力傳送到手排變速箱。近年來的電腦控制自動手排與Audi的Multitronic 無段自動變速器則由電腦控制離合器，達到與手排車同樣良好的傳動效率。

### 补充来源
- 陈家瑞.  第二版. 北京: 机械工业出版社. 2005年1月: 第10–11页. ISBN 7-111-15617-X （中文（中国大陆））.

http://www.valueparts.com.tw/articles/tech_DSG.html%5B%5D （页面存档备份，存于）